# Juan Francisco de Gaona y Portocarrero
Juan Francisco Ruiz de Gaona y Portocarrero (Almagro, 13 de febrero de 1696 - Madrid, 4 de febrero de 1760), II conde de Valparaíso y vizconde de Toba, fue un aristócrata y político español del siglo XVIII.

## Biografía
Su padre fue Juan de Gaona y Abad, quien fue nombrado primer titular del Condado de Valdeparaíso en 1705. Caballero de la Orden de Calatrava, se casó en Almagro en 1734 con María Arias de Porres, II marquesa de Villaytre y III de Añavete. 
En 1754 fue nombrado secretario de Estado y del Despacho Universal de Hacienda, reinando Fernando VI de España. Sucedió en el cargo al marqués de la Ensenada. Bajo su patrocinio, su ciudad natal se convirtió en capital de la intendencia de La Mancha desde 1750 hasta 1761.
Dejó su puesto ministerial a finales de 1759, siendo sucedido por el marqués de Esquilache. Murió en febrero del año siguiente, pocos días antes de cumplir 64 años.